# Grillotius
Grillotius este un gen de molii din familia Sphingidae. Conține o singură specie, Grillotius bergeri, care este întâlnită în Gabon, Republica Congo și Republica Democrată Congo.